# Hugs Of The Sky
Hugs Of The Sky is een Belgische psychedelische rockband die in 2018 werd opgericht na de fusie van de bands Hugs en The Insect Soldiers of the Sky. In 2020 bereikte de groep de finale van Humo's Rock Rally. De band werd in 2021 uitgenodigd om het voorprogramma te spelen van The Sisters of Mercy op diens Europese tournee.

## Discografie
- 2018: Hugs of the Sky (Wagonmaniac Music)
- 2019: Current Weather (Wagonmaniac Music)
- 2019: Virtual Lullaby Circus (Wagonmaniac Music)
- 2022: Tangerine Boredom Delusion (Wagonmaniac Music)
- 2023: Psychedelic Pop Corn (EP, Wagonmaniac Music)
- 2025: Temple Of Soda (EP, Wagonmaniac Music)